# Michael Hagemeister
Michael Hagemeister (* 9. Januar 1951 in Ellwangen (Jagst)) ist ein deutscher Historiker und Slawist.

## Leben
Nach dem Abitur am Gymnasium bei St. Anna in Augsburg studierte Hagemeister Geschichte, Slavistik, Germanistik und Philosophie in Basel und Marburg und promovierte mit einer Arbeit über den russischen Philosophen Nikolai Fjodorowitsch Fjodorow. Er arbeitete als Wissenschaftlicher Mitarbeiter, Gastdozent und Lehrbeauftragter am Slawischen Seminar in Marburg, am Slawischen Seminar und am Seminar für Komparatistik (Vergleichende Literaturwissenschaft) in Innsbruck, am Lotman-Institut für russische und sowjetische Kultur der Ruhr-Universität Bochum, am Osteuropa-Institut der Freien Universität Berlin und am Historischen Seminar in Basel.
Von 2000 bis 2006 war er Wissenschaftlicher Mitarbeiter am Lehrstuhl für Geschichte Osteuropas der Europa-Universität Viadrina in Frankfurt (Oder). Von 2006 bis 2009 war er Wissenschaftlicher Mitarbeiter am Historischen Seminar der Universität Basel, wo er an einem vom Schweizerischen Nationalfonds geförderten Projekt einer kommentierten Edition der Protokolle und Materialien des Berner Prozesses um die Protokolle der Weisen von Zion arbeitete. Von April 2009 bis März 2011 vertrat er in München Martin Schulze Wessel und im Sommersemester 2011 Karl Schlögel an der Viadrina. 2012–2013 war er Lehrkraft für besondere Aufgaben am Lehrstuhl für Osteuropäische Geschichte der Heinrich-Heine-Universität Düsseldorf. 2013–2014 vertrat er die Professur für Geschichte Osteuropas an der Viadrina. 2014–2019 arbeitete er an der Ruhr-Universität Bochum an einem DFG-finanzierten Forschungsprojekt zum anti-modernen und anti-westlichen Andersdenken in Russland.
Michael Hagemeister ist mit der Slawistin und Germanistin Anne Hartmann verheiratet.

## Forschung
Seine Forschungsschwerpunkte sind: Russische Philosophie und Geistesgeschichte, utopisches und apokalyptisches Denken in Russland, Antisemitismus (insbesondere die Protokolle der Weisen von Zion, über die er mehr als dreißig wissenschaftliche Aufsätze vorlegte), russische biopolitische Utopien und philosophische Aspekte des sowjetischen Raumfahrtprogramms (Russischer Kosmismus). Er gilt als Experte für Sergei Alexandrowitsch Nilus und Pawel Alexandrowitsch Florenski. In diesem Zusammenhang sind auch seine Arbeiten über Imjaslavie, die Verehrung des Namens Gottes in der russischen Orthodoxie, zu sehen.

## Publikationen (Auswahl)
- Nikolaj Fedorov. Studien zu Leben, Werk und Wirkung. Sagner, München 1989, ISBN 3-87690-461-7 (Dissertation, Universität Marburg, 1989; Volltext).
- Materialien zu Pavel Florenski. 2 Bände. Kontext, Berlin.

1. 1999, ISBN 3-931337-31-6.
2. 2001, ISBN 3-931337-35-9.

- Als Herausgeber: Geschichte der Utopie in Russland. Tertium, Bietigheim-Bissingen 2003, ISBN 3-930717-56-5.
- Herausgeber zus. mit Boris Groys: Die neue Menschheit: biopolitische Utopien in Russland zu Beginn des 20. Jahrhunderts. Suhrkamp, Frankfurt 2005, ISBN 3-518-29363-X.[8]
- The Protocols of the Elders of Zion: Between History and Fiction. In: New German Critique. Jg. 35 (2008), Bd. 103, doi:10.1215/0094033X-2007-020 (Volltext; PDF; 4,1 MB).
- Herausgeber zus. mit Eva Horn: Die Fiktion von der jüdischen Weltverschwörung. Zu Text und Kontext der „Protokolle der Weisen von Zion“. Wallstein, Göttingen 2012, ISBN 978-3-8353-0498-7.
- Herausgeber zus. mit Birgit Menzel und Bernice Glatzer Rosenthal: The New Age of Russia. Occult and Esoteric Dimensions. Otto Sagner, München 2012, ISBN 978-3-86688-197-6.
- Der „Nördliche Katechon“ – „Neobyzantismus“ und „politischer Hesychasmus“ im postsowjetischen Russland, Erfurt 2016, ISBN 978-3-9815490-2-7.[9]
- Die «Protokolle der Weisen von Zion» vor Gericht. Der Berner Prozess 1933–1937 und die «antisemitische Internationale». Chronos, Zürich 2017, 2. Aufl. 2019 (Veröffentlichungen des Archivs für Zeitgeschichte der ETH Zürich; 10), ISBN 978-3-0340-1385-7.
- The Perennial Conspiracy Theory: Reflections on the History of the Protocols of the Elders of Zion. Routledge, London, New York 2021, ISBN 978-1-032-06015-6.

Hagemeister verfasste ferner zahlreiche Artikel im Handbuch des Antisemitismus, im Biographisch-Bibliographischen Kirchenlexikon (BBKL) und in der 4. Auflage des Handwörterbuchs Religion in Geschichte und Gegenwart (RGG).